# Песковская
Песковская — река на востоке острова Сахалин. Длина реки 27 км. Площадь водосборного бассейна — 108 км². Протекает по территории Поронайского городского округа Сахалинской области.
Начинается на склоне горы Отечественная, течёт в общем восточном направлении по гористой местности, поросшей елово-березовым лесом. Впадает в Охотское море в урочище Песковское. Ширина реки около устья составляет 10 метров, глубина — 0,5 метра, скорость течения воды — 0,6 м/с.
Основной приток — Кузнечная.

## Данные водного реестра
По данным государственного водного реестра России относится к Амурскому бассейновому округу.
Код объекта в государственном водном реестре — 20050000212118300002955.